# Norberto Aguirre Palancares, Atzalan
Norberto Aguirre Palancares är en ort i Mexiko.   Den ligger i kommunen Atzalan och delstaten Veracruz, i den sydöstra delen av landet, 230 km öster om huvudstaden Mexico City. Norberto Aguirre Palancares ligger 505 meter över havet och antalet invånare är 210.
Terrängen runt Norberto Aguirre Palancares är lite bergig. Runt Norberto Aguirre Palancares är det ganska tätbefolkat, med 129 invånare per kvadratkilometer. Närmaste större samhälle är Martínez de la Torre, 18,0 km norr om Norberto Aguirre Palancares. Omgivningarna runt Norberto Aguirre Palancares är en mosaik av jordbruksmark och naturlig växtlighet.